# Евдокимов, Григорий Еремеевич
Григо́рий Ереме́евич Евдоки́мов (октябрь 1884, Павлодар — 25 августа 1936, Москва) — российский революционер, советский партийный и государственный деятель, участник «Новой оппозиции», соратник Г. Е. Зиновьева.
Член РСДРП с 1903 года, большевик. Член ЦК РКП(б) в 1919—1920 гг. и в 1923—1927 гг. Секретарь ЦК ВКП(б) и член Оргбюро ЦК ВКП(б) с 1 января 1926 по 9 апреля 1926 г. Член Президиума ВЦИК в 1918 г. Член ЦИК СССР, член Президиума ЦИК СССР в 1925—1927 гг.

## Биография
Родился в семье мещанина. Русский. Окончил городское училище и с 15 лет работал матросом на речных судах. В 1903 году вступил в РСДРП. Вёл революционную работу среди трудового населения Омска и Павлодара. Впервые арестован в 1908 году. Спасаясь от преследования полиции, в 1913 году уехал в Петербург, где вновь подвергался арестам. В 1915 году арестован и осуждён к административной высылке в Верхоленский округ Иркутской губернии, откуда бежал.
В 1917 году — агитатор Петроградского комитета РСДРП(б). Участвовал в создании отрядов Красной гвардии. Избирался членом Всероссийского Учредительного собрания. В 1918—1919 гг. — участник установления Советской власти на Северо-Западе России, комиссар промышленности Союза коммун Северной области. В годы Гражданской войны участвовал в обороне Петрограда. По мнению Виктора Сержа, высказанному им в своих мемуарах, именно Евдокимову принадлежала "наибольшая заслуга в спасении города" в 1919 году. 
С 25 августа 1920 по 10 мая 1921 г. — начальник Политического отдела и член РВС 7-й армии Западного фронта.
С 1922 по 1925 г. — председатель Петроградского Совета профессиональных союзов. В 1923—1925 гг. — заместитель председателя Петроградского Совета и Экономического совещания Г. Е. Зиновьева. Постановлением ЦИК СССР от 21.05.1925 г. «Об образовании Президиума ЦИК СССР» включён в состав Президиума.
С сентября 1925 по 8 января 1926 года — первый (ответственный) секретарь Ленинградского губкома ВКП(б). Будучи одним из ближайших соратников Г. Е. Зиновьева, Г. Е. Евдокимов активно участвовал в деятельности «новой оппозиции». На XIV съезде ВКП(б) (декабрь 1925 г.) «новая оппозиция» была разгромлена, однако все лидеры оппозиции были переизбраны в состав ЦК. По окончании работы съезда ЦК послал в Ленинград группу коммунистов для разъяснения решений съезда и разоблачения антипартийного поведения лидеров «новой оппозиции». В феврале 1926 Ленинградская губпартконференция отстранила зиновьевское руководство и избрала новый губком во главе с С. М. Кировым.
1 января 1926 года на Пленуме ЦК ВКП(б) избран секретарём ЦК ВКП(б), членом Оргбюро ЦК ВКП(б) и переведен на работу в Москву. После состоявшегося весной 1926 года объединения сторонников Л. Д. Троцкого и Г. Е. Зиновьева Евдокимов становится активным участником «объединенной оппозиции». 9 апреля 1926 года Г. Е. Евдокимов освобождён от должности секретаря и члена Оргбюро, 14 ноября 1927 года выведен из состава ЦК ВКП(б). Практически одновременно из состава ЦК выведены и другие лидеры троцкистско-зиновьевского блока. На XV съезде ВКП(б) в декабре 1927 г. Евдокимов исключён из партии.
В период 1927—1928 гг. работает членом правления Центросоюза, заместителем председателя Ульяновской губернской плановой комиссии. В июне 1928 г. признал свои ошибки и восстановлен в ВКП(б). С 1929 года — председатель Средневолжского областного-краевого союза сельскохозяйственной кооперации (г. Самара), член Правления Хлебоживотноводцентра, а затем — начальник Главного управления молочной промышленности Наркомата пищевой промышленности СССР.
8 декабря 1934 года вторично исключён из партии и арестован. Был одним из главных обвиняемых на открытом судебном процессе по делу «Московского центра», якобы связанного с «Ленинградским центром», подготовившим и организовавшим 1 декабря 1934 года убийство С. М. Кирова. 16 января 1935 года Военной коллегией Верховного суда СССР приговорён к восьми годам тюремного заключения. Через полгода вновь привлечён к открытому процессу по делу «Антисоветского объединённого троцкистско-зиновьевского центра» и 24 августа 1936 года приговорён к смертной казни. Расстрелян.
13 июня 1988 года Пленумом Верховного суда СССР реабилитирован. 5 ноября 1988 года решением КПК при ЦК КПСС восстановлен в партии.

## Факты
- В 1920-х годах имя Г. Е. Евдокимова носили Государственные мастерские метеорологических и точных приборов (Ленинград, 19-я линия В. О., 10)[3][4].

## Сочинения
- В защиту партии. Л., 1924